# Hrabstwo Esmeralda

Piramida wieku hrabstwa

Hrabstwo Esmeralda – hrabstwo w południowo-zachodniej części stanu Nevada, z siedzibą w Goldfield. Z gęstością zaludnienia 0,079 os./km², jest siódmym najsłabiej zaludnionym hrabstwem USA i drugim (po hrabstwie Loving) najsłabiej zaludnionym hrabstwem USA, nie licząc Alaski.

## Historia
Esmeralda jest jednym z dziewięciu pierwotnych hrabstw Terytorium Nevady utworzonych w 1861. Jego nazwa znaczy po hiszpańsku szmaragd. Nadał ją jeden z pierwszych górników w tych okolicach J. M. Corey, prawdopodobnie na cześć cygańskiej tancerki z książki Victora Hugo Katedra Marii Panny w Paryżu. Stolicą została początkowo osada Aurora. W 1883 władze przeniosły się do Hawthorne. W 1907 ostatecznie przeniesione zostały do Goldfield.
Podstawą gospodarki na początku XX wieku była eksploatacja złota. Zasoby większości kopalni zostały wyczerpane w latach 1910-1919. Od tego czasu hrabstwo podupadło gospodarczo, a wraz z kryzysem zmniejszyła się jego ludność.

## Geografia
Całkowita powierzchnia wynosi 9295 km² z czego tylko 1 km² (0,01%) stanowi woda.
Nad hrabstwem dominuje łańcuch górski Monte Cristo i góra Silver Peak.
W hrabstwie leży miasto-widmo: Gold Point.

### CDP
- Dyer
- Goldfield
- Silver Peak

#### Populacja wybranych miejscowości
- Coaldale (w 2000 r. – 20 osób; sześć lat później – zero)
- Dyer (w 2000 r. – 110 osób; w 2006 r.- 400)
- Goldfield (w 2000 r. – 500)
- Gold Point (w 2000 r. – 20; w 2006 r.- 8)
- Lida (0 osób)
- Silver Peak (w 2000 r. – 200)
- Boundary Peak (4007 m), najwyższy szczyt w Nevadzie.
- Piper Peak, (2880 m)
- Magruder Mountain (2756 m)
- Montezuma Peak (2552 m)
- Emigrant Peak, (2069 m)

### Sąsiednie hrabstwa
- Mineral – północny zachód
- Nye – wschód
- Inyo w Kalifornii – południe
- Mono w Kalifornii – zachód

## Edukacja
W całym hrabstwie znajdują się tylko trzy szkoły, do których uczęszcza się ok. 90 uczniów:
- Dyer Elementary School
- Goldfield Elementary
- Silver Peak Elementary